# Pantophthalmidae
Pantophthalmidae Bigot, 1882, è una piccola famiglia di Insetti dell'ordine dei Ditteri (Brachycera: Stratiomyomorpha). Comprende specie tropicali caratterizzate dalle eccezionali dimensioni. In inglese sono comunemente denominati timber flies ("mosche del legname") per la caratteristica xilofagia delle larve.

## Nomenclatura zoologica
Nel 1882, Bigot definì la priorità del nome Pantophthalmus Thunberg, 1819, rispetto ad Acanthomera Wiedemann, 1821, per il genere rappresentativo della famiglia e nella sua pubblicazione espresse il parere che il nome corretto del taxon doveva essere "Pantophthalmidae"; tuttavia continuò ad usare il nome "Acanthomeridae". Questo fatto poteva generare confusione in quanto il nome Acanthomera Wiedemann è stato considerato sinonimo del genere Rhaphiorhynchus Wiedemann, 1821. In seguito le due specie del genere Rhaphiorhynchus, descritte da WIEDEMANN (1921) e AUSTEN (1909), sono state rinominate attribuendole al genere Pantophthalmus. Sia Ancanthomera sia Rhaphiorhynchus sono perciò da intendersi come sinonimi di Pantophthalmus.

## Descrizione
Gli adulti sono insetti dal corpo tozzo e di grandi dimensioni, simile nell'aspetto a quello dei tafani. In riferimento alle dimensioni le femmine di questa famiglia possono raggiungere o superare i 5 cm di lunghezza, i 7,5 cm di apertura alare e un peso di 2,5-2,8 g e rappresentano i più grandi ditteri esistenti insieme ad alcune specie di Mydidae. Il dimorfismo sessuale si manifesta nei colori della livrea, nelle dimensioni, nella conformazione degli occhi e nella parte terminale dell'addome. In alcune specie ricorre il mimetismo batesiano, con l'imitazione di Imenotteri Pompilidi.
Il capo è dicoptico nelle femmine, oloptico nei maschi, in ogni caso con occhi ben sviluppati, estesi per gran parte della vista dorsale. Le antenne hanno il flagello segmentato, con il primo flagellomero più sviluppato e i successivi a forma di anello, progressivamente più sottili. L'addome è molto largo e appiattito; nelle femmine gli ultimi uriti formano un ovopositore di sostituzione relativamente breve e sottile.
|                                                              |
| Schema della nervatura alare. Per la legenda, vedi il testo. |

La nervatura alare presenta la costa estesa indefinitamente sull'intero margine, con le prime tre vene confluenti sul margine costale. La radio si divide in quattro branche. Il ramo anteriore (R1) e la prima branca del settore radiale (R2+3) confluiscono sul margine costale; la seconda branca del settore radiale si divide ulteriormente formando due rami R4 e R5 distinti e largamente divergenti, con apice dell'ala ricadente fra le terminazioni di questi rami. La media è divisa in 4 rami, con presenza di una vena trasversale mediale (m-m) che chiude la cellula discale. A differenza degli Stratiomyidae, le nervature anteriori non sono appressate al margine costale, perciò la cellula discale è piuttosto distanziata da questo. Inoltre, i rami M3 e M4 si fondono nel tratto terminale chiudendo la cellula m3. Come in tutti i Brachiceri, la cubito e l'anale fondono i loro tratti terminali chiudendo la cellula cup. Nei Pantophthalmidae, la cellula cup è molto vicina al margine posteriore, perciò il tratto distale comune alla cubito e all'anale è molto breve, in modo analogo al tratto terminale comune di M3+4.
La pupa è obtecta come nella generalità dei ditteri primitivi ma, a differenza di questi, si sviluppa in un pupario rudimentale formato dall'exuvia dell'ultimo stadio larvale, caratteristica ricorrente, fra i brachiceri primitivi, negli Stratiomyoidea.

## Biologia
La biologia di questa famiglia è poco conosciuta. Le larve scavano gallerie nel legno degli alberi vivi o morti, in particolare di specie del genere Quercus, e si nutrono a spese dei miceli fungini che si sviluppano sulle pareti delle mine. Il ciclo vitale può durare da 5 a 24 mesi, in gran parte svolto negli stadi giovanili. Lo sviluppo larvale si svolge attraverso tre stadi.
Gli adulti avrebbero vita breve e probabilmente non si alimentano. Volano soprattutto al crepuscolo e sono facilmente attratti dalle trappole luminose.

## Importanza
L'importanza di questa famiglia risiede fondamentalmente nell'eccezionalità delle dimensioni degli adulti, oggetto di interesse per i collezionisti e del naturalismo fotografico.
Sulla effettiva dannosità delle larve non si hanno molti studi, dato anche l'habitat forestale e l'areale tropicale di questi insetti e le opinioni sono controverse. Le larve possono svilupparsi nel legno di alberi morti quanto nel legno di alberi vivi e non va trascurato il fatto che, in genere, gli insetti xilofagi attaccano preferibilmente il legno morto o il legno di alberi indeboliti o deperiti. Sotto l'aspetto ecologico, perciò, i Pantophthalmidae si collocherebbero in una nicchia ai limiti fra la saprofagia e la fitofagia. Le opinioni in proposito citano perciò posizioni differenti. Talvolta, per la presenza sul legno morto o su alberi vecchi o indeboliti, questi insetti sono considerati poco dannosi, se non ecologicamente utili. In altri casi sono ritenuti fitofagi agenti di danno nei confronti di specie arbustive o arboree di interesse economico. L'interesse economico dei Pantophthalmidae è citato in particolare nel caso del Pantophthalmus pictus, noto in portoghese come mosca da madeira ("mosca del legno"), ritenuto agente di danno su alcune essenze da frutto o da legno in Brasile.
Studi specifici sul ruolo ecologico e relativo impatto dei Pantophthalmidae sono stati eseguiti, in particolare, sulla specie Pantophthalmus roseni in merito ad una presunta dannosità nei confronti di Quercus germana nelle foreste mesofile del Messico.

## Distribuzione
La famiglia è rappresentata esclusivamente nella regione neotropicale, dall'Argentina al nordest del Messico.

## Sistematica e filogenesi
I Pantophthalmidae formano un clade monofiletico con le famiglie Stratiomyidae e Xylomyidae, tuttavia si condividono con il resto degli Stratiomyomorpha poche sinapomorfie.
Le vecchie pubblicazioni includevano nei Pantophthalmidae i generi Megalomyia, Pantophthalmus, Rhaphiorhynchus, Atopomyia e Acanthomera. Quest'ultimo genere dava anche il vecchio nome alla famiglia. VAL (1976) ha revisionato la tassonomia della famiglia e spostò tutte le specie nei generi Pantophthalmus e Opetiops.
Si conoscono 20 specie, ripartite fra due generi, di cui Opetiops comprende una sola specie.
- Genere Opetiops
  - Opetiops alienus (syn. Pantophthalmus alienus)
- Genere Pantophthalmus
  - Pantophthalmus argyropastus (syn. Megalomyia argyropasta)
  - Pantophthalmus batesi
  - Pantophthalmus bellardii (syn. Acanthomera bellardii)
  - Pantophthalmus chuni (syn. Acanthomera chuni)
  - Pantophthalmus comptus
  - Pantophthalmus engeli (syn. Acanthomera engeli)
  - Pantophthalmus facetus (syn. Acanthomera faceta)
  - Pantophthalmus frauenfeldi (syn. Acanthomera frauenfeldi)
  - Pantophthalmus kerteszianus (syn. Acanthomera kertesziana)
  - Pantophthalmus pictus (syn. Acanthomera picta, Rhaphiorhynchus pictus)
  - Pantophthalmus planiventris (syn. Rhaphiorhynchus planiventris)
  - Pantophthalmus punctiger (syn. Acanthomera punctigera)
  - Pantophthalmus roseni (syn. Atopomyia roseni)
  - Pantophthalmus rothschildi (syn. Rhaphiorhynchus rothschildi)
  - Pantophthalmus splendidus
  - Pantophthalmus subsignatus (syn. Acanthomera subsignata)
  - Pantophthalmus tabaninus (syn. Acanthomera rubiventris, Acanthomera seticornis)
  - Pantophthalmus vittatus (syn. Acanthomera vittata)
  - Pantophthalmus zoos (syn. Lycops zoos)